# Begraafplaats van Gentbrugge
De Begraafplaats van Gentbrugge is een gemeentelijke begraafplaats in de Belgische plaats Gentbrugge, een deelgemeente van Gent. De begraafplaats ligt aan het Gentbruggeplein achter de Sint-Simon en Judaskerk. Deze grote begraafplaats heeft een onregelmatige vorm en heeft een oppervlakte van nagenoeg 6 ha en ligt geklemd tussen de bebouwde kom en de Schelde. Er liggen meer dan 11.500 graven.

## Belgische oorlogsgraven
Centraal op de begraafplaats ligt een perk met 227 burgers die het slachtoffer waren van de geallieerde bombardementen op het rangeerstation van Merelbeke tijdens de Tweede Wereldoorlog. Er staat ook een monument ter ere van deze slachtoffers.
Iets noordelijker staat een monument ter nagedachtenis van de gesneuvelde gemeentenaren uit de Eerste Wereldoorlog. Daarbij ligt een perkje met 22 gesneuvelden uit deze oorlog. 
Rondom dit monument ligt een ereperk met de graven van 175 oud-strijders uit de Eerste Wereldoorlog en 45 oud-strijders uit de Tweede Wereldoorlog.

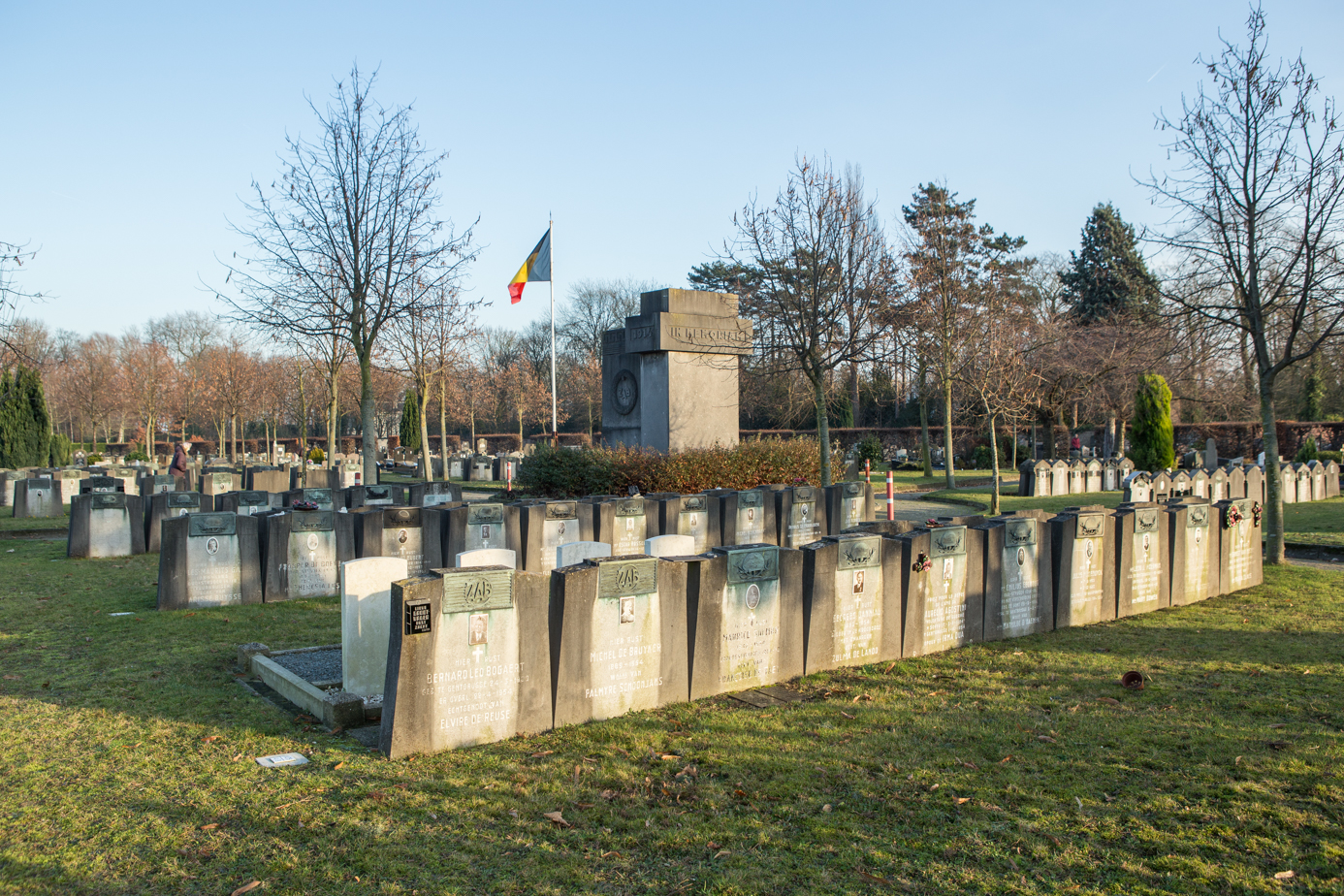
Perk met oud-strijders en monument

## Britse oorlogsgraven
Tussen de Belgische oorlogsgraven ligt een perkje met de graven van 4 soldaten van het Britse Expeditieleger die omkwamen in de strijd tegen het oprukkende Duitse leger tijdens de Tweede Wereldoorlog. Hun graven worden onderhouden door de Commonwealth War Graves Commission en zijn daar geregistreerd onder Gentbrugge Communal Cemetery. 

## Merkwaardige graven
- Jan Oscar De Gruyter, (1885-1929), Vlaams theatermaker
- Placide De Paepe, (1912-1989), minister, burgemeester van Gent.
- Emiel Hullebroeck, (1878-1965), componist en zijn broer beeldhouwer Jos Hullebroeck liggen in hetzelfde graf begraven.
- John Massis (geb. Wilfried Morbée), (1940-1988), krachtpatser en tandacrobaat.
- Adolphe Samuel (1824–1898), componist, directeur Gents Conservatorium.
- Louis Benoît Van Houtte, (1810-1876), tuinbouwkundige, botanicus en voormalig burgemeester van Gentbrugge.